# آنا (ایلینوی)
آنا، ایلینوی (به انگلیسی: Anna, Illinois) یک شهر در ایالات متحده آمریکا با جمعیت ۵٬۱۳۶ نفر است که در شهرستان یونیون واقع شده‌است.

## موقعیت جغرافیایی
موقعیت جغرافیایی شهرها و مناطق اطراف به شرح زیر است: